# Onafhankelijk Midden-Drenthe
De lokale politieke partij Onafhankelijk Midden-Drenthe werd als 'Gemeentebelangen Smilde-Beilen-Westerbork' in 1970 opgericht. Ze is actief in de Nederlandse gemeente Midden-Drenthe (provincie Drenthe). De partij is begonnen door Charles de Haas en is sinds de gemeenteraadsverkiezingen van 2010 met twee zetels vertegenwoordigd in de raad van Midden-Drenthe. Sinds 2023 noemt de partij zich 'Onafhankelijk Midden-Drenthe'.